# Gales-Maler

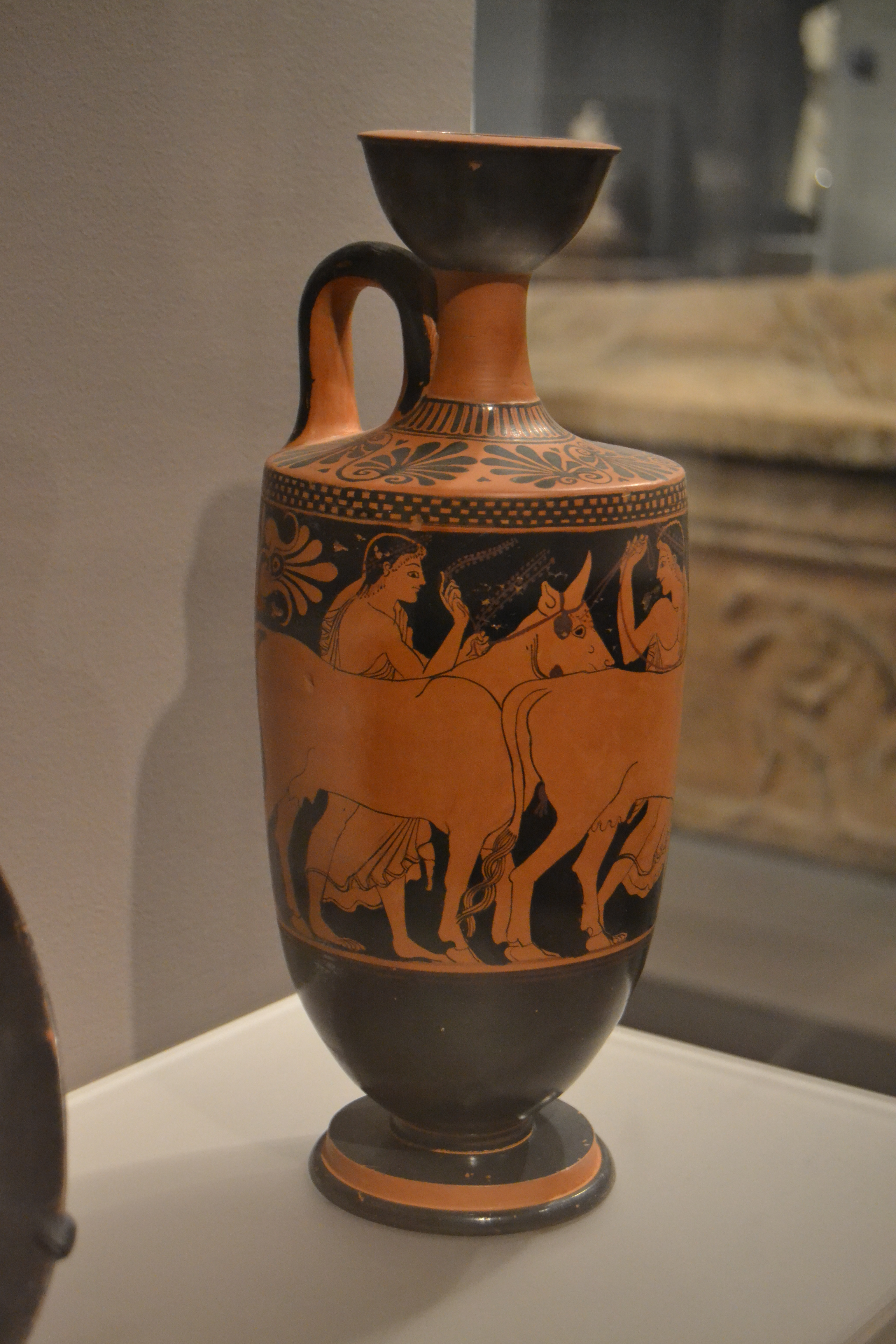
Die Bostoner Lekythos

Der Gales-Maler war ein griechischer Vasenmaler, der im letzten Drittel des 6. Jahrhunderts v. Chr. in Athen tätig war.
Der Gales-Maler ist ein Vertreter der „Pioniergruppe“ der rotfigurigen Vasenmalerei. Da ihm nur sehr wenige Vasen zugewiesen werden, hat er aber nicht die Bedeutung anderer Vertreter der Gruppeetwa Euphronios, Euthymides oder Phintias, erlangt. John D. Beazley hat den individuellen Stil des Kunsthandwerkers unter den zehntausenden erhaltenen Vasen und Scherben des rotfigurigen attischen Stils erkannt und seine Werke zusammengefasst. Seinen Notnamen erhielt er nach dem Töpfer Gales, dessen zwei erhaltene signierte Vasen, zwei Lekythen, er bemalte. Darüber hinaus schreibt Beazley ihm eine weitere Vase zu, beziehungsweise ist diese seinem Werk sehr nahe. Das Beazley Archive führt derzeit vier Vasen unter seiner möglichen Autorenschaft. Möglicherweise ist der Gales-Maler mit dem Töpfer Gales identisch.
Werkliste
1. Lekythos, Museum of Fine Arts, Boston, Inventarnummer 13.195, gefunden in Gela, Motiv: Kühe werden in einer Prozession zum Opferaltar gebracht[1]
2. Lekythos, Museo Archeologico Regionale Paolo Orsi, Syrakus, Inventarnummer 26967, gefunden in Gela, Motiv: Komosszene[2]
3. Trinkschale Form B, Yale University Art Gallery, New Haven (ehemals Sammlung Arndt), Inventarnummer 163, gefunden in Vulci, Motiv: gelagerter Jüngling mit einer Flötenspielerin[3]
4. Trinkschale Form A, Akademisches Kunstmuseum, Bonn, Inventarnummer 73, Motiv: tanzende Mänade (Innenbild); zugeschrieben von Andreas Rumpf[4]